# Codonyer

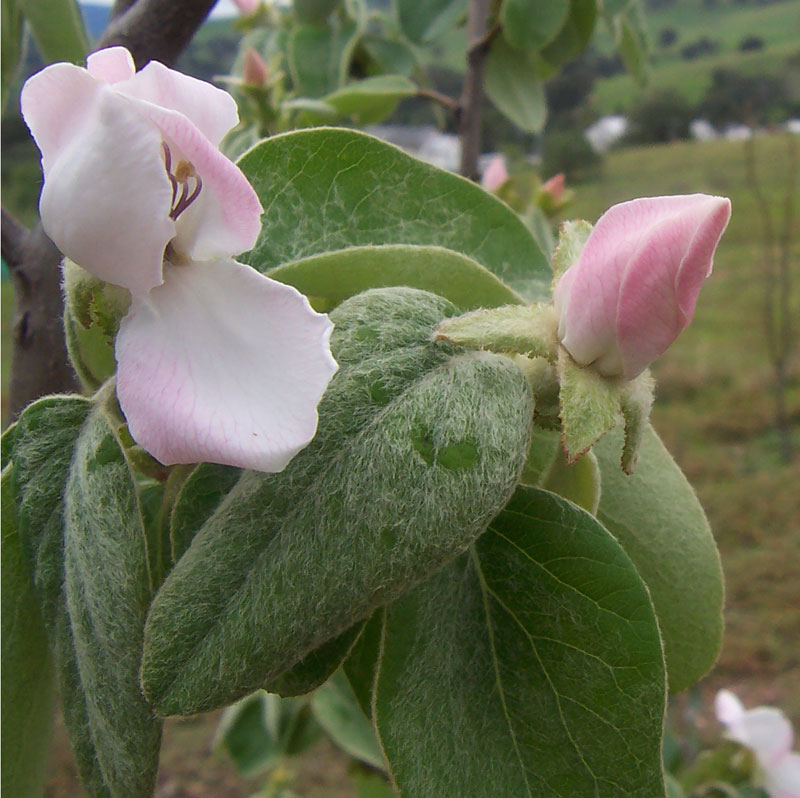
Flors

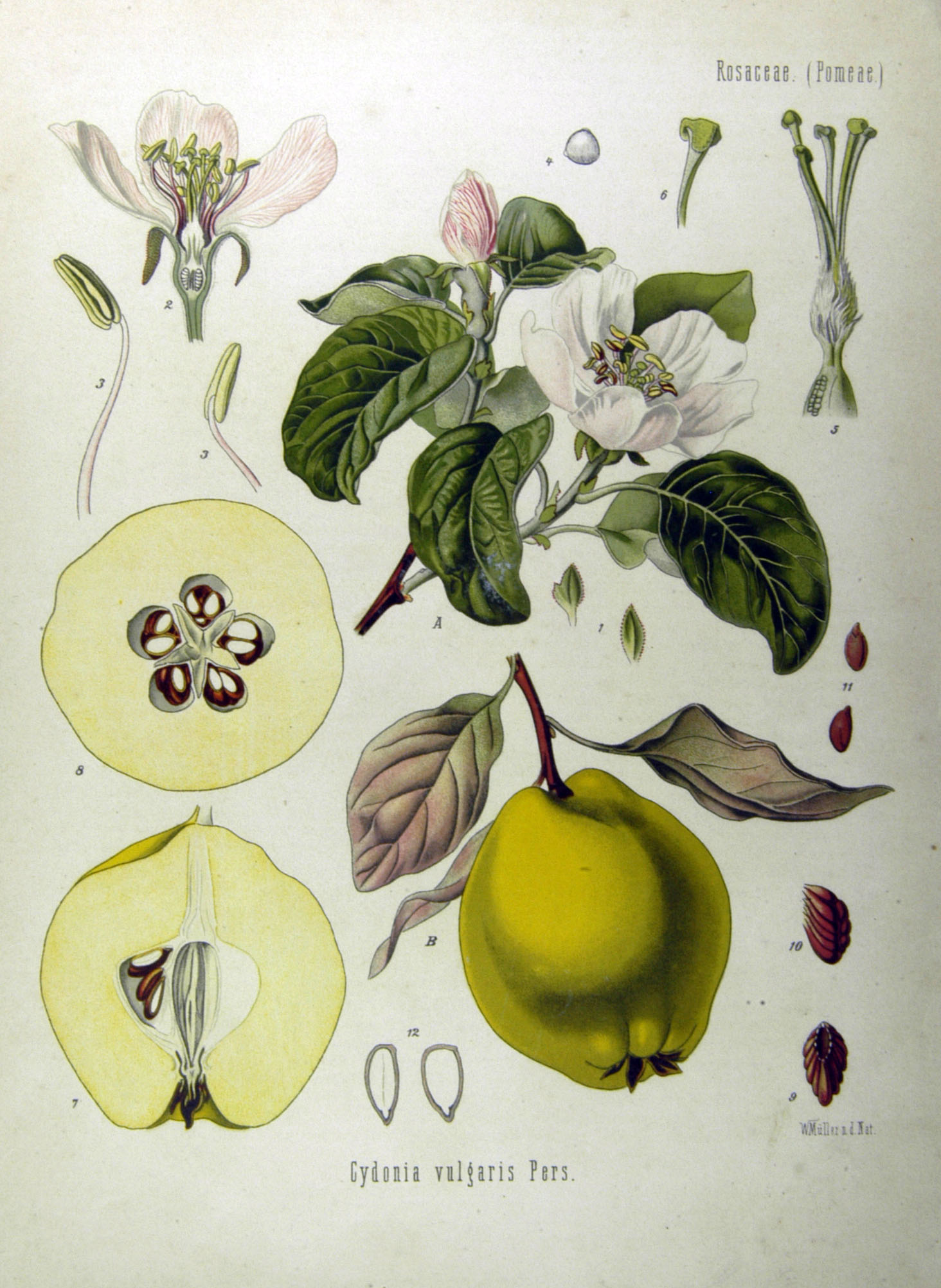
Il·lustració

El codonyer (Cydonia oblonga) és un arbre fruiter de la família Rosaceae i únic membre del gènere Cydonia, conreat principalment pel seu fruit, el codony.
És un arbre o arbust caducifoli originari del bosc mixt hircà a la riba sud de la mar Càspia. Tot i ser originàriament arbustiu, s'ha conreat per formar arbres d'1,5 a 6 m d'alçària. Les branques són tortuoses; però, mentre són tendres, posseeixen tanta flexibilitat i tenacitat que temps enrere eren preferides al vímet (de la vimetera Salix fragilis); de fet, eixa característica podria ser l'origen del nom castellà de l'arbre, "membrillo", derivat de "mimbrillo" (diminutiu de "mimbre", vímet).
El codonyer té les fulles ovades, enteres, tomentoses al revers.
Quan la primavera anuncia l'hora de la floració, de les branques brollen, individuals, belles, quasi sense peduncle i relativament grans (fins a cinc centímetres), nombroses flors de pètals blancs o de color rosa clar. Els cinc pètals, protegits per cinc sèpals dentats, formen el jaç nupcial d'un harem on cinc pistils femenins (que formaran les cinc cavitats del cor fruital) esperen l'arribada del pol·len fecundant mentre els seus companys masculins (entre quinze i vint-i-cinc estams) romanen a l'espera de l'insecte que s'encarregue de dur el pol·len a uns altres harems de la mateixa espècie.
El fruit és un pom globós o piriforme, és a dir, format per pell, carn i cor, una estructura similar a la de les peres i les pomes, anomenat pom.
A diferència de les peres i les pomes, la pell del codony es troba coberta d'un toment, o pelussa cotonosa, que es desprèn en flocs en fregar-la. També se'n desprèn quan madura, a la tardor; i, en fer-ho, deixa al descobert una pell fragant i d'un bell color groc daurat, mostrant-se entre les fulles com un rutilant i perfumat sol tardorenc.
Hi ha algunes varietats que permeten menjar el fruit cru però la majoria se sol preparar ensucrat com a codonyat.
Un ús culinari del fruit, molt freqüent en la cuina de muntanya catalana, és l'allioli de codony.

## Conreu
És més rústec que les pereres i pomeres, la seva fusta resisteix molt bé el fred intens de l'hivern i com que floreix a finals d'abril, sol escapar de les glaçades tardanes.
El 2021, la producció mundial fou de 697.563 tones, i Turquia i la Xina sumaven el 43% del total (vegeu taula).
| Producció de codonys – 2021 | Producció de codonys – 2021 |
| País                        | Tones                       |
| --------------------------- | --------------------------- |
| Turquia                     | 192.012                     |
| La Xina                     | 111.377                     |
| L'Uzbekistan                | 97.536                      |
| L'Iran                      | 90.564                      |
| El Marroc                   | 54.641                      |
| Total mundial               | 697.563                     |
| Font: UN FAOSTAT            |                             |

També és força utilitzat com a base per empeltar les pereres, cosa que produeix més precocitat i fruita de mida més grossa. És un conreu més antic que no pas el de peres i pomes i ja trobem referències al codony a la llegenda grega de "Paris i la poma d'or".

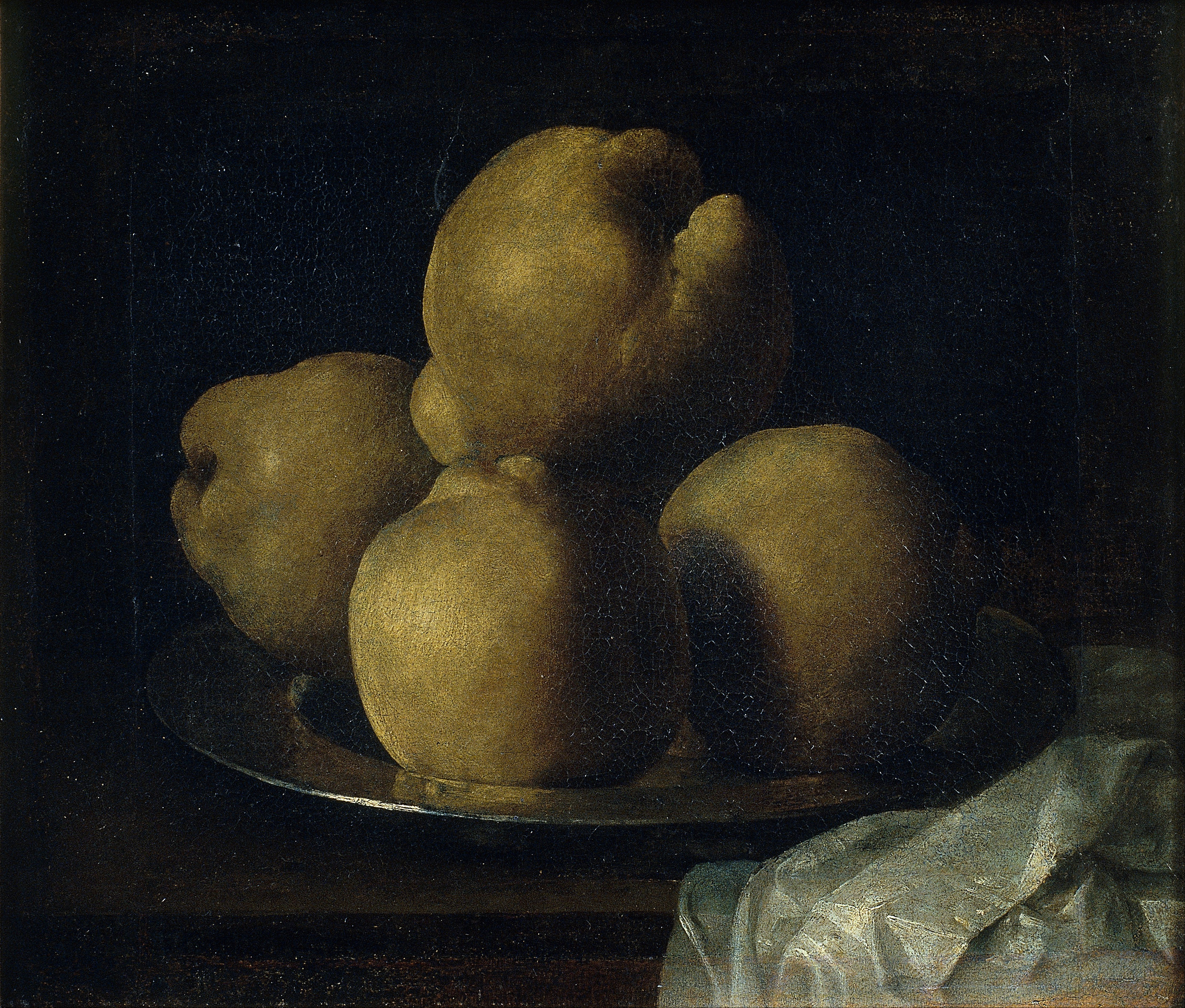
Natura morta amb plat de codonys, de Zurbarán, al MNAC.

## Influències al món de l'art
La frondositat que assoleix en cobrir-se de fulles, i de fruits, produeix tal sensació de plenitud que s'hi inspiraren el director Víctor Erice i l'operador Javier Agirresarobe per a filmar El sol del membrillo (1992), una al·legoria on relacionen l'exuberància vegetal de l'arbre amb la creació artística del pintor de Tomelloso Antonio López.